# Pristimantis w-nigrum
Pristimantis w-nigrum é uma espécie de anfíbio  da família Craugastoridae.
Pode ser encontrada nos seguintes países: Colômbia e Equador.
Os seus habitats naturais são: regiões subtropicais ou tropicais húmidas de alta altitude, campos de altitude subtropicais ou tropicais, rios, pastagens, jardins rurais e florestas secundárias altamente degradadas.